# Zaaroura
Zaaroura (en àrab زعرورة, Zaʿrūra; en amazic ⵣⵄⵔⵓⵔⴰ) és una comuna rural de la província de Larraix, a la regió de Tànger-Tetuan-Al Hoceima, al Marroc. Segons el cens de 2014 tenia una població total de 10.137 persones.